# Gerhard Thümmler
Gerhard Thümmler (* 6. Juli 1920; † 13. Juli 2007) war ein deutscher Redakteur und Historiker.

## Leben
Thümmler lernte den Beruf eines Schriftsetzers. Von 1948 bis 1950 betreute er die Herausgabe der neuen Heftreihe des ostdeutschen Gewerkschaftsbundes (FDGB), Mit dem FDGB in den Urlaub. Danach trat er als Mitarbeiter in die Landesleitung Sachsen des Kulturbundes zur demokratischen Erneuerung Deutschlands ein. Dort wurde er 1952 Sekretär der Abteilung Natur und Heimat in der Bezirksleitung Dresden. Als 1954 die neue Heftreihe Heimatkundliche Blätter des Bezirkes Dresden herausgegeben wurde, aus denen die Sächsischen Heimatblätter hervorgingen, wurde er ehrenamtlicher Redakteur dieser, vom Kulturbund der DDR herausgegebenen wissenschaftlichen Zeitschrift der Bezirksvorstände Dresden, Karl-Marx-Stadt und Leipzig der Gesellschaften für Heimatgeschichte, für Denkmalpflege und für Natur und Umwelt. Jährlich erschienen sechs Hefte zum Preis von jeweils 2,50 Mark. Später nahm er ein Fernstudium im Bereich Geschichte an der Humboldt-Universität zu Berlin auf, das er 1965 mit der Diplomarbeit Die sozialökonomische Zusammensetzung des Sächsischen Landtages in der Zeit von 1864 bis 1873 als Diplom-Historiker abschloss. 1989 verlieh ihm die Universität Leipzig die Ehrendoktorwürde.
Gerhard Thümmler war mehrere Jahre auch am Institut und Museum für Geschichte der Stadt Dresden und als Direktor des Barockmuseums Schloss Moritzburg tätig.
Den Wettbewerb Das schöne Dorf – die schöne Stadt rief Gerhard Thümmler ins Leben.

## Schriften (Auswahl)
- Das Kraszewski-Haus in Dresden. In: Sächsische Heimatblätter 7, Heft 2, 1961. S. 121–124.
- Dresdner Künstler und ihre Stadt, Dresden 1966
- 1789–1871, Dresden 1966
- Betrachtungen zur Baugeschichte des Jagdschlosses Moritzburg. In: Sächsische Heimatblätter 18, Heft 2, 1972.